# Edwin V. Byrne
Edwin Vincent Byrne (9 de agosto de 1891 - 26 de julio de 1963) era un prelado americano de la Iglesia católica. Sirvió en Puerto Rico, como Obispo de Ponce (1925-1929) y Obispo de San Juan (1929-1943), antes de regresar a los Estados Unidos como Arzobispo de Santa Fe (1943-1963).

## Biografía
Edwin Byrne nació en Filadelfia, Pensilvania, hijo deq Francis Charles y Anna (née Carroll) Byrne. Después de graduarse en un instituto católico para chicos de Filadelfia en 1908,  estudio en el Seminario San Carlos Borromeo en Overbrook. Fue ordenado sacerdote por el Arzobispo Edmond Francis Prendergast el 22 de mayo de 1915. Trabajó en la Iglesia Nuestra Señora de Lourdes en Filadelfia hasta 1917, cuándo es capellán de la Armada de los Estados Unidos durante la Primera Guerra Mundial. De 1920 a 1923, fue secretario del Obispo James Paul McCloskey, de la Diócesis de Jaro en Filipinas. Esté lo nombró  vicario general de Jaro en 1923.
El 23 de junio de 1925, Byrne fue nombrado el primer Obispo  de la Diócesis de Ponce en Puerto Rico por el Papa Pío XI. Recibió su consagración episcopal el 30 de noviembre por el Cardenal Dennis Joseph Dougherty como obispo consagrante y como obispos co-consagrantes John Joseph Swint y Andrew James Louis Brennan. Después de que el Arzobispo Jorge José Caruana fue nombrado Nuncio Apostólico de México, Byrne fue nombrado Obispo de San Juan, el 8 de marzo de 1929. Fue nombrado Asistente del Trono Papal en 1940.
Byrne fue nombrado el octavo Arzobispo de Santa Fe, Nuevo México, el 12 de junio de 1943. Durante sus 20 largos años, fue instrumento en la construcción de muchas iglesias y escuelas.
Participó de la primera sesión del Concilio Vaticano II en 1962.
Byrne padeció un ataque de vesícula biliar el 21 de julio de 1963, y estuvo admitido en el Hospital San Vicente durante dos días. Experimento una cirugía para la extracción de la vesícula biliar el 26 de julio, muriendo más tarde ese día.
| Predecesor: Nuevo Cargo             | Obispo de Ponce 1925-1929       | Sucesor: Aloysius J. Willinger |
| Predecesor: Rudolph Aloysius Gerken | Arzobispo de Santa Fe 1943-1963 | Sucesor: James Peter Davis     |